# El Doncello
San Juan de El Doncello o simplemente El Doncello es un municipio de Colombia en el departamento del Caquetá. Llamado La ventana más linda del Caquetá por su majestuoso paraíso amazónico, es conocido por ser La capital comercial del Caquetá por su frecuente tráfico económico ya que sus fértiles tierras son manipuladas por campesinos y el personal agro, quien lo saben aprovechar al máximo. Plantado sobre el piedemonte de la Cordillera Oriental, está ubicado al nororiente de Florencia, capital del departamento. Es el primer Municipio productor de caucho a nivel Nacional, existen más de 200 hectáreas cultivadas en la Inspección de Maguaré y Puerto Manrique.

## Historia
Esta Población tiene un atractivo especial a partir del sugestivo nombre que lleva: El Doncello, pero no es solamente su nombre, sino su pequeña historia enraizada en la misma selva, como que allí se produjo a manera de un embrionaje sencillo, la unión natural de un Colono y una Indígena Huitoto, Jorge Abel Molina un Colono se unió a María una Huitoto y entre los dos construyeron su casa y su chagra. El esfuerzo de esta pareja ejemplar, logró interesar a otros colonos que en poco tiempo no solamente hicieron sus viviendas sino que levantaron una casa más, La Escuela. 
Los fundadores de El Doncello además de Molina, fueron: Daniel Claros, Ricardo España, Jesús Collazos, Rufino Quichoya, Calixto Morales, Carlos Polanco y Cipriano Carmona. También, poco a poco surgieron otros caseríos apoyados en la pujanza de El Doncello, viendo así florecer a Río Negro, Puerto Manrique y Maguaré, esta última población iniciada por la Caja Agraria que en 1950, propició una Colonización. Bañan al Municipio las aguas de los ríos Doncello y Anayá, y las quebradas Granada, Anayacito, Quebradón, San José y Nemal. En el oriente del municipio se encuentra la laguna de Río Negro, precioso sitio muy visitado por el turismo del interior del país.
La Colonización del Norte Caqueteño exigió la fundación de un pueblo intermedio entre Florencia y Puerto Rico que brindara descanso y aprovisionamiento. Las tierras más indicadas eran las de Jorge Abel Molina y Rufino Quichoya. 
Analizadas las múltiples posibilidades, el 20 de marzo de 1951, durante la pernoctación en casa de Jorge Abel Molina, de Jesús González y Juan Vicente Aguirre Ortiz y frente a la propuesta de este último, se decidió levantar el caserío; para esto Jorge Abel Molina donó un lote destinado a la plaza y otro para la escuela. 
La primera junta organizadora se conformó así: 
- PRESIDENTE: Mariano García
- VICEPRESIDENTE: Rufino Quichoya
- TESORERO: Jorge Abel Molina
- FISCAL: Custodio Gómez
- SECRETARIO: Ricardo García

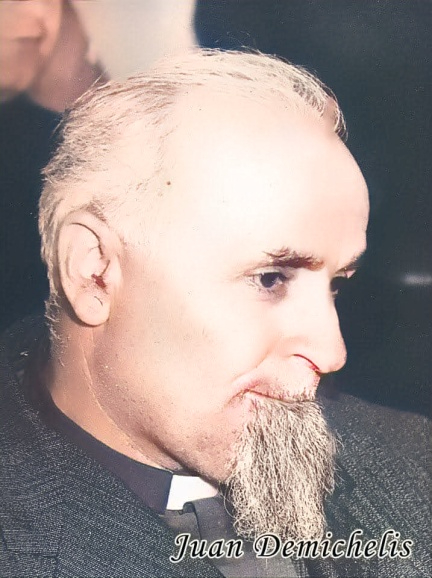
Padre Juan Demichelis.

El misionero de la Consolata Juan Demichelis fue pionero en el municipio, a él se le debe la construcción del imponente templo parroquial; el teatro parroquial; el internado María Berenice; los inicios del hospital municipal; el primer grupo de profesores; los colegios Corazón Inmaculado de María, Jorge Abel Molina, Cristóbal Colón; y la escuela Atanasio Girardot; además, de muchas otras obras en el municipio. Juan Bautista Migani cumplió la promesa de conseguir la primera maestra (Eva Cedeño de Orozco y Margarita Arboleda de Hoyos), hechos llevados a cabo el 14 de julio de 1951 cuando de paso por el caserío lo bautizó como San Juan de El Doncello. La primera Escuela-Iglesia funcionó en un pequeño kiosco frente a la Casa Cural, hoy parque los Fundadores. Esta población llevó el nombre San Juan, por su patrono (San Juan Bautista) y de El Doncello por el árbol así denominado.
El 12 de abril de 1952, por Decreto No 19 se creó la Inspección de Policía dependiente de Puerto Rico con Marco Fidel Bautista como inspector, Lubín Urueña como secretario. Fue elevado a Corregimiento por Decreto No 100 del 9 de octubre de 1956 por el intendente Daniel Díaz y aprobado por Resolución Nacional N.º 395 del 23 de octubre de 1956; su primer corregidor fue el señor Aníbal Muñoz y el último Eduardo Márquez. Hacia 1959, una zona de El Doncello (Maguaré), fue acogida como centro de colonización de la Caja Agraria, lo cual expandió la frontera agrícola con más de 25000 hectáreas con unos 3000 colonos venidos de diferentes regiones del país.
Ante la manifiesta inexperiencia de la Caja con el manejo de estos programas y el control de créditos, de las tierras y su explotación, en 1961 se hizo entrega del proyecto a INCORA, creada para tal fin. La carretera llegó a El Doncello en 1959 y el telégrafo en 1960, año en el cual se inició la carreteable a Maguaré a cargo del señor Jorge Córdoba. En el mismo año se construye la primera Escuela de Varones Jorge Abel Molina y dos años más tarde nace la Escuela para niñas Corazón Inmaculado de María la que en 1966 abre el ciclo secundario. En febrero de 1967 en su visita a esta población el entonces Ministro de Gobierno Misael Pastrana Borrero se comprometió a construir un barrio lo que se hizo efectivo en 1968 con la construcción de 20 viviendas a través de la Caja Agraria, el barrio se llamó El Jardín
El acelerado desarrollo de la población en el corregimiento de El Doncello se veía acompañado de la apertura de vías de penetración, escuelas, puestos de salud; la ampliación en el transporte y otros servicios públicos, hasta que sus moradores y dirigentes consideraron que había llegado el momento de darle al Doncello la oportunidad de convertirla en una célula administrativa más importante y el 12 de octubre de 1967 mediante Decreto N.º 1678 del 7 de septiembre de 1967 firmado por el intendente Octavio Macías Ramírez y el secretario de Gobierno Juan Puyo Falla este territorio fue ascendido a la categoría de Municipio siendo su primer Alcalde el señor José Ignacio Rojas; premiando con esto la tenacidad y el espíritu emprendedor de la población.
La energía eléctrica del Sistema Nacional se instaló en 1986, gracias a la labor de la Asociación de Comerciantes e Industriales de El Doncello, en cabeza de Luis Alberto González Ovalle, Gentil Papamija, Saúl Hurtado, Ramón Hurtado y Jesús Ordóñez, entre otros, quienes además también impulsaron junto al Capitán Guillermo Espitia la creación del Cuerpo de Bomberos Voluntarios. La telefonía de Discado Directo Nacional llegó en 1992, anteriormente funcionaba a través de dos líneas telefónicas que se distribuían entre los habitantes a través de un conmutador ubicado en Telecom.
(La mayor parte de la información fue adquirida gracias a la Parroquia San Juan Bautista, con ayuda de los sacerdotes: Carlos Hernán Cubillos, Jorge Hugo Poveda Vega, José Sair Álvarez Ortíz, Freddy Galindo Ramírez y Misael Hernández España).

## División Político-Administrativa
Aparte de su Cabecera municipal. El Doncello tiene bajo su jurisdicción 55 veredas agrupadas en los centros poblados:
- Berlín
- Maguaré
- Puerto Hungría
- Puerto Manrique
- Peñas Negras

INSPECCIÓN DE BERLÍN:

Esta Inspección está localizada al occidente de la Cordillera oriental que 
alcanza la zona Rural de El Doncello.
MAGUARÉ:

Zona Ubicada al Oriente del Municipio de El Doncello, importante por su producción de caucho a nivel Nacional.
```
HISTORIA: Al Terminar la década de los cincuenta la Caja Agraria, obedeciendo a un plan Nacional de Colonización, facilitó algunos medios para instalar a unos quince kilómetros de distancia de El Doncello una Colonización cuya sede central llamaron Maguaré.
El 19 de enero de 1963, fue elevado a la categoría de Inspección de Policía esa época fue considerada la más floreciente en la vida de Maguaré. 
```

ECONOMÍA: Se Economía es principalmente Agrícola, se cultiva el arroz, el maíz, se sacan maderas: palma africana (con su respectiva planta extractora). 
HIDROGRAFIA: su principal Riachuelo es el río Anayá. VÍAS: Vía Carreteable con El Doncello, Puerto Manrique y Río Negro.
PEÑAS NEGRAS:

Inspección Ubicada al Sur - Oriente de La Zona Rural
de El Municipio de El Doncello.
PUERTO HUNGRÍA:

Posee Cuatro Veredas: Las Delicias,
Las Palmas, Violeta, y Cristales.
PUERTO MANRIQUE:

```
HISTORIA: En la margen del Río Nemal fundaron en 1965 los colonos del sector, una población distante, Treinta y cinco kilómetros al suroriente del Municipio de El Doncello. En 1968 llegó al poblado un joven sacerdote de la comunidad de La Consolata, el padre Remo, que se destacó por su dinamismo caracterizado por su afán de progreso convirtiendo en pocos día a Puerto Manrique en uno de los centros capacitacionales más importantes del Caquetá. 
```

ECONOMÍA: la base de la economía de Puerto Manrique es Agropecuaria. En la Parte Agraria, produce Arroz, Maíz Plátano, Yuca, Caña de Azúcar... Se ha intensificado el trabajo con Hortalizas y Legumbres A Nivel doméstico. 
GANADERÍA: en el ramo de la ganadería produce Vacunos, Porcinos y Equinos. VÍAS: está comunicado con Maguaré y El Doncello, lado Occidental por Carreteable, lo mismo que con la Esmeralda y Puerto Rico por el lado Oriente.

### Veredas
El municipio tiene las siguientes veredas: las veredas de Alto Berlín, Américas, Cristalina, La Virgen, San Pedro Alto, Bajo San Pedro, Manzanares alto, Manzanares, Jardín, Anayacito, El Diamante, Bellavista, Recreo, Juanchito, Los Laureles, Serranía, Mesón, Morrocoy, nieves, Bosque, Brisas, Cumbre, Ceiba, Cafeto, Quebradón medio y bajo, Granada, San José, Birmania, Cerindo, Puerto Pacheco, Arenosa, Cinabrio, Gallineta, Trocha C, Libertad Trocha D, Villa Rica, Achapo, Las Venturas, la Tigrera, Trocha B las Mercedes, Trinidad, Trocha F la
Floresta, Trocha I, Santa Cruz, El Triunfo, la Cabaña Buenos Aires, San Pablo, Rosario, Las Camelias, Balsora, Sagrados Corazones, las Delicias, las Palmas, Violetas y Cristales.

## Geografía
El Municipio de El Doncello está conformado por un número bastante grande de Veredas, se encuentra ubicado en el piedemonte de la vertiente oriental de la cordillera del mismo nombre presenta una topografía compartida entre falda de la cordillera y llanura. Su casco urbano se encuentra a una altitud de 480 metros sobre el nivel del mar con una temperatura de 26 °C.
Sus suelos, presentan características propias de la Altillanura Amazónica, estribaciones de la Cordillera Oriental y el Piedemonte, en donde se encuentra situado el municipio, ellos son ácidos y de baja fertilidad.
Como todos los municipios  del piedemonte Amazónico con área de colonización, es víctima del desmonte y tala indiscriminada de bosques, problema este que conjuntamente con el de la producción de cultivos ilícitos inciden en la situación  actual del municipio.
La inadecuada explotación del recurso suelo orientado casi exclusivamente a la Ganadería extensiva en la Altillanura Amazónica y los bajos niveles de productividad en la explotación agrícola en las estribaciones de la cordillera, privan al municipio de El Doncello, en la misma forma que  sucede en el resto de municipios del Caquetá, de una base económica sólida que permita una verdadera complementariedad entre campo y área urbana.
Además, como consecuencia del modelo ganadero generalizado como base principal de la actividad económica se presenta que la actividad manufacturera es precaria; que el crecimiento espontáneo de la población urbana sin las condiciones apropiadas de infraestructura hacen que las actividades del casco urbano sean en su mayoría subnormales y de carácter provisional.

### Límites
Tomando como punto de partida el nacimiento del río Anayá; de este lugar en línea recta en dirección norte hasta encontrar el filo más alto que divide el departamento del Huila con el Caquetá y siguiendo este mismo límite hasta situarse frente del nacimiento del Río Nemal; de este punto en línea recta, aguas abajo hasta su desembocadura en el río Guayas; río Guayas abajo hasta la desembocadura del río Anayá; río Anayá arriba hasta su nacimiento, (primer punto de partida).

### Vías de comunicación
Aéreas: 

No dispone de vías aéreas que permitan la llegada directa al municipio, el aeropuerto más cercano se encuentra en la ciudad de Florencia Caquetá
Terrestres: 

Cuenta con una vía de acceso desde la ciudad de Florencia pasando por los municipios de La Montañita y El Paujil, continuando su recorrido hasta el municipio de San Vicente del Caguán, pasando por Puerto Rico, esta vía se encuentra pavimentada en todo su recorrido, presentando  fallas en algunos tramos.
- Florencia 69 km
- Albania 145 km
- Belén de los Andaquies 115 km
- Cartagena del Chairá 82 km
- Curillo 164 km
- El Paujil 14 km
- La Montañita 37km
- Milán 85 km
- Morelia 93 km
- Puerto Rico 35 km
- San Vicente del Caguán 93 km
- San José del Fragua 133 km
- Solano
- Solita 107 km
- Valparaíso 48 km

Fluviales:

No dispone

### Clima
En el municipio se presenta una temperatura media de 26 °C, máxima de 38 °C y mínima de 20 °C; una precipitación de 3540 mm promedio/año, humedad relativa de 82 %; se presentan los pisos térmicos cálido y templado.

### Suelo
Los suelos son en general ácidos y de baja fertilidad y están comprendidos entre las clases agrológicas VI y VII

## Cultura

### Festividades
- Festival Folclórico del Caquetá.
- Fiestas San Pedrinas.
- Festival Departamental del Caucho.
- Feria comercial y ganadera.
- Desfile de Año Viejos.
- Ferias y Fiestas.
- Actos religioso:
- Semana Santa.
- Fiesta Patronal (En honor a San Juan Bautista).
- Día de la Virgen del Carmen.

### Puntos de interés
Turismo 

El municipio cuenta con múltiples lugares turísticos, estos son solo algunos de ellos:
- Puerta del Bosque.
- Cascada Anayacito.
- Cascada El Fin del Estrés.
- Mirador Tierras Munay.

Instituciones Educativas 

Esta localidad cuenta con cuatro Instituciones de educación bachiller, cada una con sus respectivas sedes primarias.
- I.E. Jorge Abel Molina.
- I.E. Corazón Inmaculado de María.
- I.E. Marco Fidel Suárez.
- I.E. Rufino Quichoya.

Templos Cristianos Católicos 

Este es el único de los quince municipios del departamento (dejando a un lado su capital Florencia) en contar con tres Parroquias.
- Parroquia San Juan Bautista: Párroco: Pbro. Antonio Chilatra Reyes, desde el año 2024.
- Parroquia Santuario Señor de los Milagros: Segundo templo en Colombia consagrado a esta advocación y convertido en santuario (y no por un error al momento de redactar el decreto, como lo aseguran algunas personas). Párroco: Pbro. John Jairo Hernández López, desde el año 2023.
- Parroquia Divino Niño: Párroco: Pbro. José Sair Álvarez Ortiz, desde el año 2020.